# 金格嶺
84°38′S 64°5′W / 84.633°S 64.083°W
金格嶺（英語：King Ridge）是南極洲的山嶺，位於伊莉莎白女王地，屬於彭薩科拉山脈中帕圖克森特山脈的一部分，處於里格利海崖東南面4公里，美國地質調查局根據測量和該國海軍的空中照片繪入地圖，現時由南極條約體系管理。